# アントニオ・サラザール
アントニオ・デ・オリヴェイラ・サラザール（ポルトガル語: António de Oliveira Salazar、1889年4月28日 - 1970年7月27日）は、ポルトガルの政治家、経済学者。大学教授として名声を得て、首相に就任後はヨーロッパ最長の独裁体制とされたエスタド・ノヴォを築いた独裁者となった。

## 生涯

### 出生と青年時代

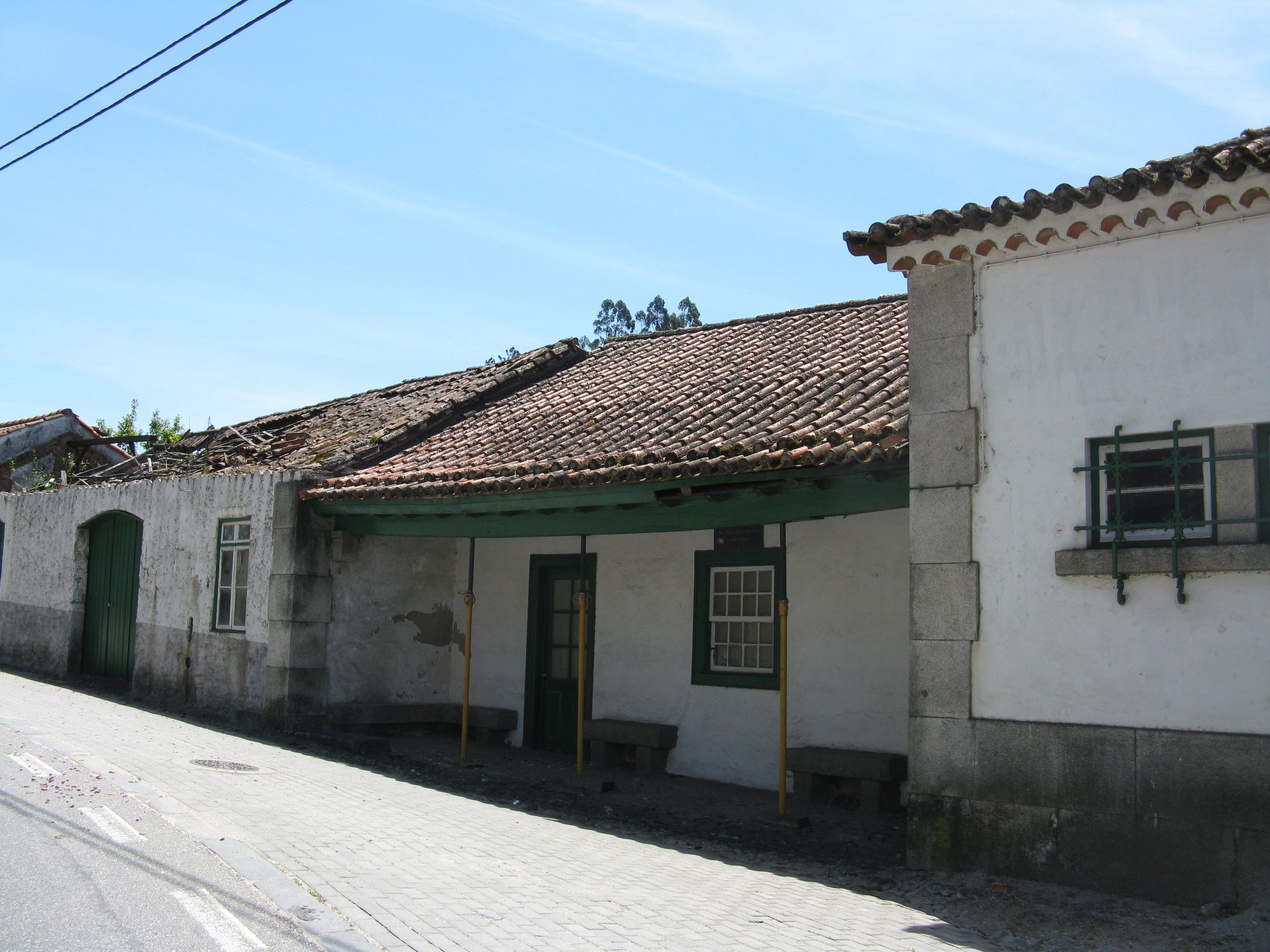
サラザールの生家（ヴィゼウ県　サンタ・コンバ・ダン）

1889年4月28日にポルトガルの北部ヴィゼウ県サンタ・コンバ・ダンの小地主の家に誕生した。姉が4人おり、末子であったが唯一の男子だった。当初は聖職者を目指しており、また生涯熱心なカトリック教徒であり、1900年（11歳）から1907年（18歳）までの間に神学校で学んでいた。
しかしながら当時のリスボンでは僧侶が多すぎたので、下級聖品叙品式の後に教会登録済みとして還俗し、その後はコインブラ大学で法学を学んだ。1916年に論文「黄金時代、その本質及び原因」により、経済学の学位を取得した。

### 学者
1917年に第一共和制政府から大臣になるよう依頼を受けるも断り、経済学の博士号を取得し、1918年にコインブラ大学で政治経済学講師から教授に就任して教鞭を執った。
政治経済学教授としてのサラザールは教員として人気を集め、その講義には多くの学生が集まった。反カトリック的な共和政府に対しては不満を抱いており、カトリック擁護の意見を新聞に書いたり、教会の権利と利益を訴えたりしていた。この時期にサラザールは、20世紀初頭にフランスで勃興した王党派・極右団体であるアクション・フランセーズの影響を受けている。

### 政界へ
1917年から1918年のシドニオ・パイスの独裁期には大臣への就任を要請されたが辞退した。政界に進出するのはその数年後で、右派のカトリック中央党から出馬して議員となるも1期で辞めてしまった。
マヌエル・ゴメス・ダ・コスタが率いた1926年5月28日クーデターの後、ジョゼ・メンデス・カベサダスの政権に加わるもすぐに辞職。政府の混乱と社会の無秩序のため、十分な仕事ができないからだと説明した。アントニオ・オスカル・カルモナが大統領となり政情が固められると、1928年にカルモナの要請に応じて財務大臣に就任し、緊縮財政、デフレ政策を断行して危機的財政の建て直しを行った。この時の手腕が評価されたことにより、政治家としての地歩を固めたサラザールは世界恐慌の危機の下で1932年に首相に昇格。第二次世界大戦が始まり、多忙となった1940年まで財務大臣を兼任した。サラザールの権力掌握がうまくいったのは財政を立て直したという実績と、カルモナ大統領の強力な支持、そして鋭い政治センスを持っていたからである。
独裁体制は右派の連合体で構成されたが、サラザールは穏健派を登用し、過激派勢力に対しては検閲や抑圧政策を取った。サラザールは熱心なカトリック信者であり、元々政治に関わりを持ち始めたのも教会派として新聞に記事を書き始めたのが始まりであったが、政教分離は維持し、親しくしつつも教会とは距離を置いていた。しかし、それでも教会はサラザールの最も忠実な支持層であり続けた。
初期の政権にとって最も危険な敵対勢力となったのは抑圧された右派過激派であった。彼らはいくつかのクーデター未遂を起こしたが、その度に容易に鎮圧された。統一した組織を持っていなかったためである。サラザールは地主層や商工業者の支持を得て、また亡命中の王族を含む王党派の支持も取り付けていた。亡命していたマヌエル2世が没した時は国葬を行っている。
社会改革者として一部左派にまで支持層を広げる一方、全くの敵対勢力は秘密警察を利用して排除した。1933年には新憲法を制定して、「神、祖国、そして家族」をスローガンに「エスタド・ノヴォ」の成立を宣言、長期にわたる独裁体制を敷いた。

### エスタド・ノヴォ体制の確立

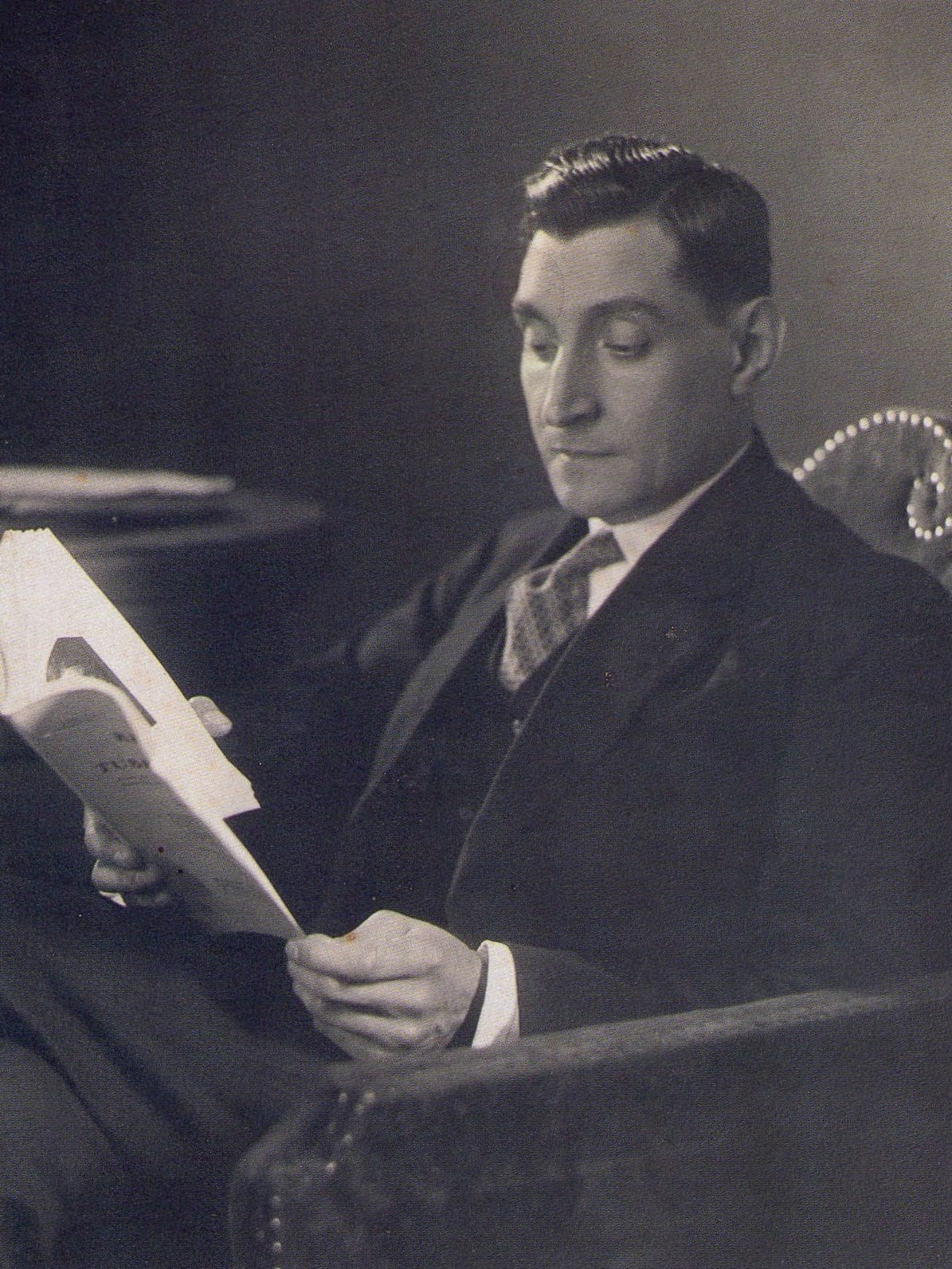
アントニオ・サラザール（1940年）

サラザールの非常に保守的な権威主義体制はエスタド・ノヴォ、いわゆる新国家体制と呼ばれる。サラザールの政権の基礎は社会の安定であった。社会の安定が財政の安定、そして成長をもたらすとしたのである。第一共和政期の混乱を目の当たりにした国民にとっては目覚しい進歩と受け止められた。この頃サラザールへの支持率は最高潮に達し、このポルトガルの変革は「サラザールの教訓」という政府方針の下行われた。教育、特に高等教育は重視されず、投資は少なかったが、初等教育は全ての国民に与えられており、教育インフラにはしっかりと投資が行われ、多くの学校がつくられた。今日でもエスタド・ノヴォ体制下に作られた学校が多く活動しているが、体制下でのポルトガルの識字率は西欧最高レベルとなった。
1933年にドイツとイタリアから顧問を招聘し、国家防衛警察（PIDE）と称する秘密警察を創設した。共産主義者・社会主義者（社会民主主義者）・自由主義者・フリーメイソン・サラザールの個人的な政敵勢力に対する手段としてはこのゲシュタポを模して組織されたPIDEが用いられ、ポルトガル軍団と共に反体制派への弾圧に猛威を揮った。この秘密警察は当初、国家防衛秘密警察､PVDE(Polícia de Vigilância e Defesa do Estado)と呼ばれ、1945年以降は秘密警察PIDEとなった。
「人民独裁を基礎とする新国家」を標榜したエスタド・ノヴォ体制下では、1822年から1926年まで続いた議会制民主主義は敵視され、既存の労働組合が解体された後、ポルトガル国民は農業・漁業・商工業・運輸業などの職能組合に組織され、工業が未発達の農村的国家を教会と伝統的な身分制中間層が支配するコルポラティズモ体制が建設された。サラザールの支持基盤はカトリック教会、軍部、銀行家、大地主であった。また、サラザールは無政府主義政党を禁止した。サラザールの率いる国家連合党は体制のために存在する政党で、体制のイデオロギー以外が差し挟まれる余地はなかった。
1936年1月にサラザールはそれまでの首相、財務相に加え、外務相、陸軍相、海軍相のポストを兼任し、体制を確立した。同年勃発した隣国のスペイン内戦では、ホセ・サンフルホ将軍の共和国への反乱を支援して2万人の義勇軍を派遣した。また、フランシスコ・フランコ将軍率いる反乱軍に武器を援助した。
1940年にはローマ教皇庁と政教協定（コンコルダート）を結んだ。サラザールの政治哲学はカトリックの教義に基づいており、経済政策もカトリックに影響を受けているようである。また、同時代の政治指導者ではヒトラーやムッソリーニよりも、オーストリアのエンゲルベルト・ドルフース政権に似通っているとも評される。

### 第二次世界大戦
1939年9月にヨーロッパで始まった第二次世界大戦では中立を宣言した。枢軸国の側に立てばポルトガルの植民地はイギリスの攻撃を受けることとなるし、連合国側に立てばポルトガル本土が危険にさらされるという判断からだった。ドイツはスペインと同時にポルトガルを攻める計画（イサベラ作戦）を立てていたが、実行はされなかった。タングステンなどの希少な軍需物資を連合国と枢軸国の双方に輸出を続けることで、経済的にも政治的にも安定した（枢軸国への輸出はおもにスイスを経由した）。連合国の勢いが増すと、1943年からアゾレス諸島のテルセイラ島を軍事基地として提供するなどした。
1939年にフランコ体制下のスペインとの友好不可侵条約として締結したイベリア条約により、ポルトガルはスペインの枢軸国への参加を阻止してイベリア半島は戦火から逃れることができ、サラザールが望むとおりに英葡永久同盟というイギリスとの同盟も保つことができた。スペイン内戦中からサラザールに忠実な代理人としてポルトガルから派遣されていたペドロ・テオトニオ・ペレイラは、スペインの中立化に大きな影響力を行使した。スペインのフランコ将軍は、サラザールを「私が知っている最も尊敬に値する最も完璧な政治家はサラザールだ。おそらく彼の唯一の欠点はその慎み深さだ」と称賛してポルトガルとの友好関係を重視した。
また、ポルトガルは大戦中にはヨーロッパからアメリカへの最後の脱出口となり、多くの亡命者の避難所となった。サラザールがドイツの反ユダヤ主義に全く同意しなかったことで、ポルトガルのユダヤ人コミュニティはサラザールを支持した。

### 第二次世界大戦後

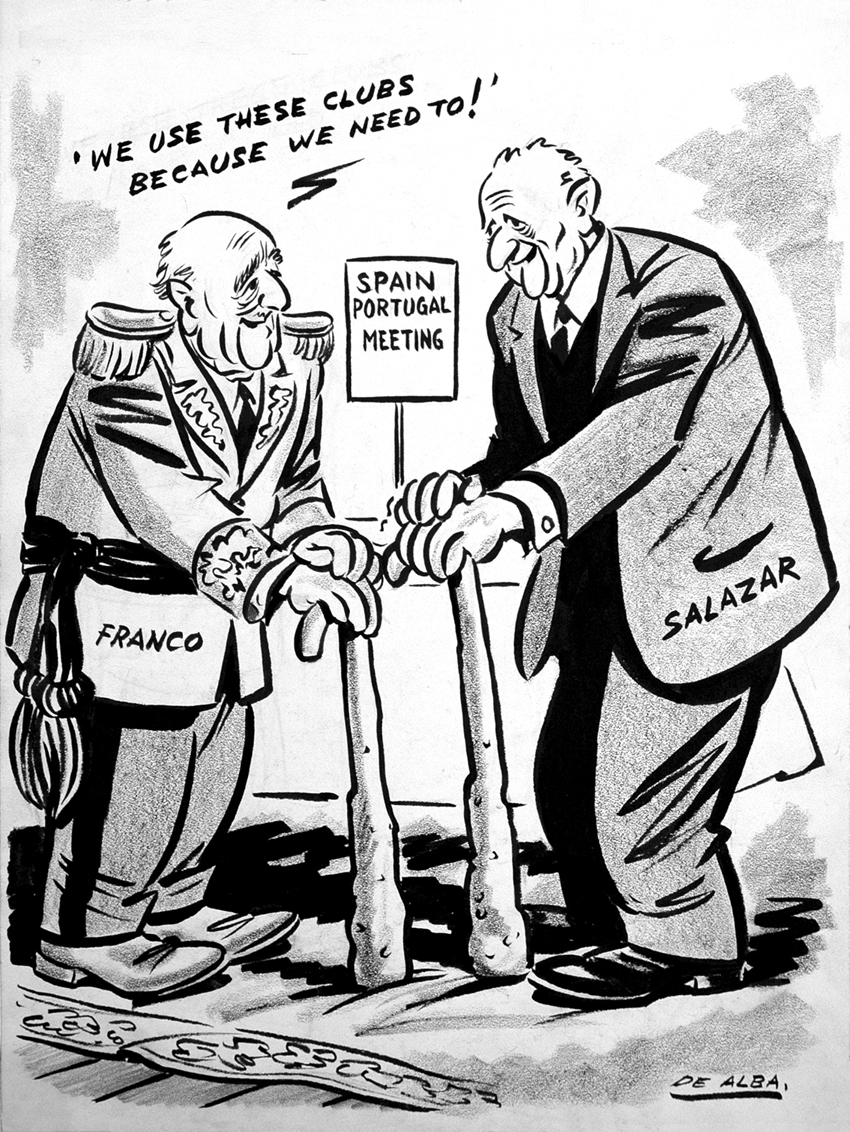
風刺画「イベリアの老人たち」戦後も生き延びた老独裁者、サラザールとフランコが「わしらにはこの棍棒が必要じゃのう。」と意気投合している。(1960年代）

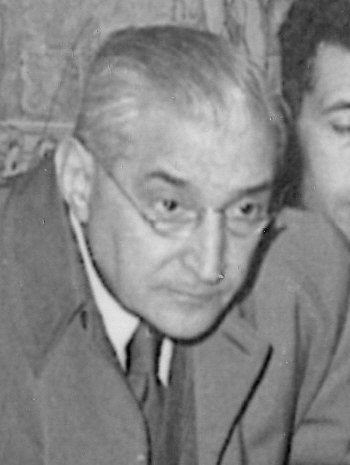
サラザール

ポルトガルは大戦中は中立国だったが、スペインと違って大戦期の連合国への積極的な協力が考慮されたことで孤立を逃れてマーシャル・プランによる援助の申し出も受け、西側諸国は1949年に北大西洋条約機構（NATO）、1955年には国際連合、1960年にはヨーロッパ自由貿易連合（EFTA）への加盟をポルトガルに認め、東西冷戦構造下で反共主義的なエスタド・ノヴォ体制は世界大戦後も存続した。こうして生き延びたサラザール体制に対抗するために、1949年には元アンゴラ総督のノルトン・デ・マトスが、1958年には共産党以外の野党勢力の統一候補となったウンベルト・デルガード将軍がそれぞれ大統領選に出馬したが、いずれも敗北して国内は盤石であった。
1945年の時点で、ポルトガルはアンゴラ、ギニア、モザンビーク、カーボベルデ、サントメ・プリンシペ、インド、マカオ、ティモールなどの広大な植民地を領有するポルトガル海上帝国を築き上げていた。サラザールの基本方針はこれらの植民地と海上帝国の栄光を維持することであり、1951年には第二次世界大戦後の高まる脱植民地化の波に対応するために「植民地」を「海外州」と呼び換えて、新興の第三世界諸国からの植民地支配への非難を回避しようとした。
しかし、「アフリカの年」こと1960年にそれまで植民地だったアフリカ諸国が新たな国民国家として一斉に独立し、加えてアジア諸国がその民族解放の歩みを始め、アジアとアフリカに植民地を抱えていたポルトガルにも影響を与えた。1961年1月22日にエンリケ・ガルヴァン率いるイベリア解放革命運動がサンタマリア号乗っ取り事件を引き起こしたことをきっかけに非合法的な反体制闘争が火蓋を切り、国内では労働者と学生の反体制運動が激化し、植民地でも1961年2月4日にアンゴラ解放人民運動（MPLA）が植民地の主都ルアンダで蜂起し、アンゴラ独立戦争が始まった。同年12月には独立したインド政府がポルトガル領のゴア、ダマン、ディーウに武力侵攻し、1962年にはギニア・カーボベルデ独立アフリカ党（PAIGC）によってギニアビサウ独立戦争が、1964年にはモザンビーク解放戦線（FRELIMO）によってモザンビーク独立戦争が始まった。
1966年にはマカオで史上最大の暴動である一二・三事件が起きた際に軍事恫喝してきた中華人民共和国の要求をサラザールは全面的に受け入れてマカオは事実上中国共産党の影響下に入り、「マカオの王」「マカオの影の総督」 と呼ばれた有力実業家で、中国共産党シンパの何賢はポルトガル政府と友好的な関係を持ったことから、当時の他のポルトガル植民地、そして香港を抱えたイギリスとは対照的に植民地政情は安定することとなった。
サラザールはアフリカの数少ない白人国家であったローデシアのイアン・スミス首相を経済的・軍事的に支援したが、ポルトガルの植民地戦争はポルトガルの財政にとって大きな負担となり、1971年には国家予算中の軍事費は45.9パーセントに達していた。この植民地政策はカーネーション革命の端緒となったのであり、ポルトガルは西ヨーロッパの最貧国となった。

### 晩年

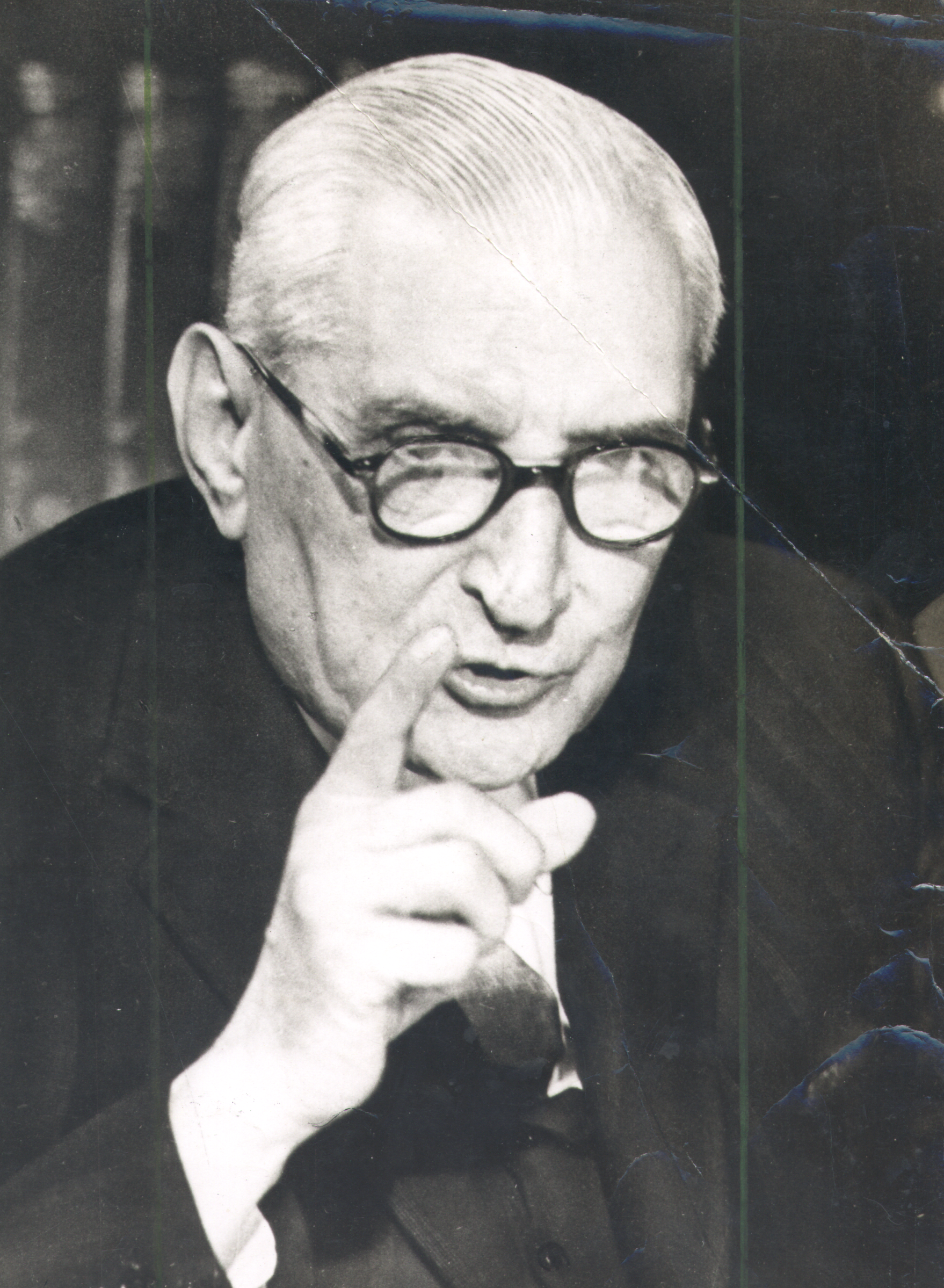
晩年のサラザール

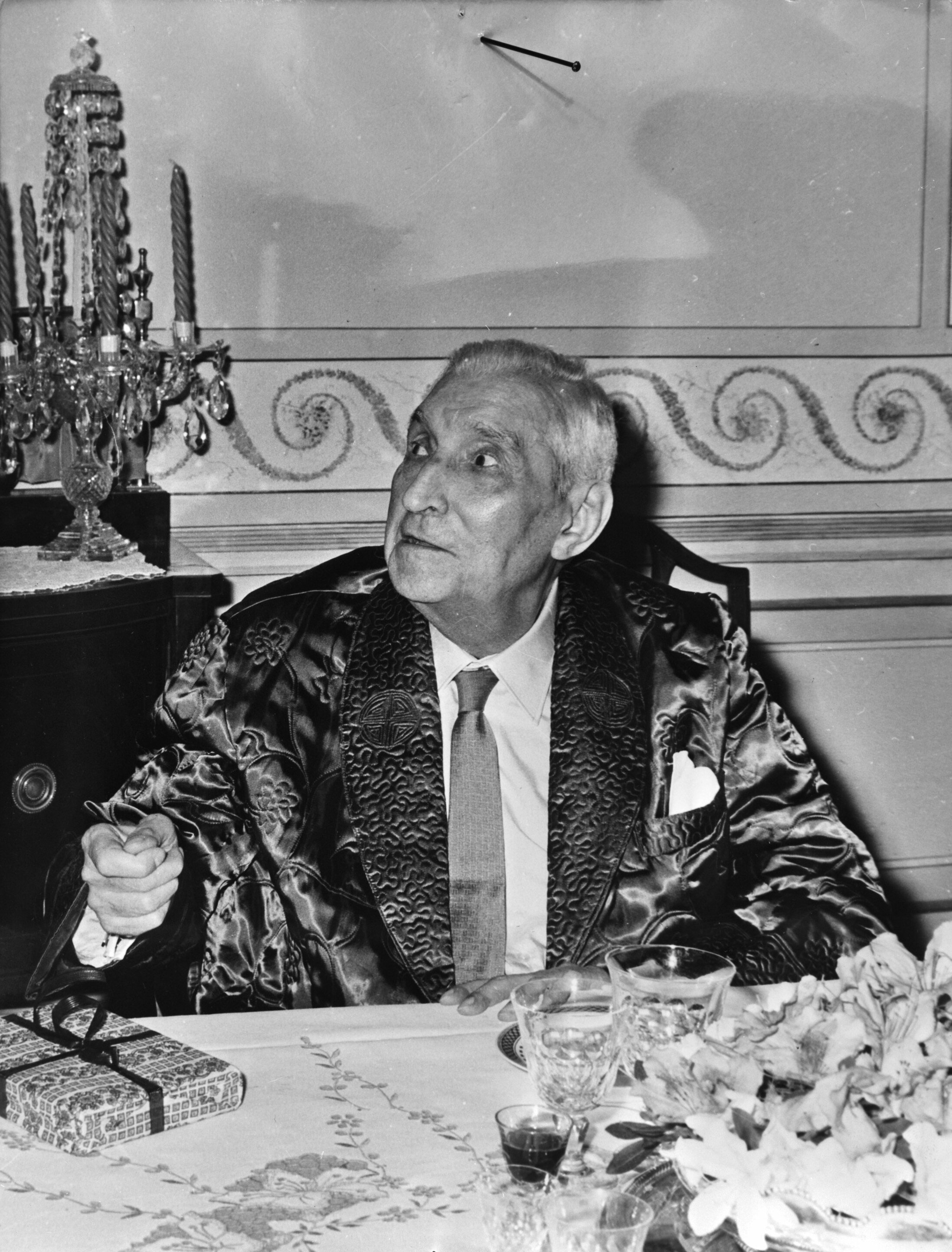
80歳のサラザール（1969年）

1968年8月3日、リスボン県のカスカイスにある「サント・アントニオ・ダ・バッラ城砦」で避暑静養中だったサラザールは愛用の椅子が壊れ頭部を強打、この事故により権力の座から降りることになる。慢性的な頭痛を患ってきたサラザールは、当初自身が負傷した事実を主治医を始めとする周辺の人々にも隠したが、すでに脳出血の症状が現れ、9月5日には頭痛に耐え切れず、主治医を呼んで診断を受けた。9月7日の緊急手術により二つの脳血栓が発見された。サラザールの予後は初めは安定しているように見えたが、1週間目に意識不明の重体となった。サラザールが回復する見込みがなくなると、アメリコ・トマス大統領は9月17日に閣議を招集し、後継首相としてマルセロ・カエターノを任命することを決めた。9月27日、サラザールは自身が知らぬまま解任された。
サラザールは約2ヶ月後に意識が回復したにもかかわらず、事故の後遺症で身体が部分的に麻痺したり、最近の事件について記憶を失った。1969年2月5日、サラザールは退院してサン・ベントの官邸に戻り、その間に側近や医者たちはサラザールにショックを与えないため、官邸の執務室を在任中と同じ状態に保全させた。また彼の権限が無くなった事実を知らせず、関連するニュースは一切記載されない偽の新聞を読ませ、落胆に見舞われないよう配慮した。これを全く気づかなかったサラザールはもはや何の影響力も効力のない命令書を書き、偽の新聞を読んで晩年を過ごした。
死去1ヶ月前、サラザールは家政婦のドナ・マリアに自分が置かれている立場を振り返りながら「私は残酷にクビにされた。誰も私に政治について話さない」と何が起きたかに気付いたかのように話した。ドナ・マリアが大統領に問い詰めない理由を聞くと、サラザールは「私は何も言わないよ。私が権力や国政に愛着があると彼に思われたくない。しかし、私は残酷に追い出された。彼らが私の病気を口実に私を取り除いたら… とにかく、それは良くない。そんな仕事の片付け方はいけないよ。」と余韻を残した。1970年7月27日午前9時15分、サラザールはサン・ベントの官邸で主治医と家政婦が見守る中、肺塞栓症によりこの世を去った。
3日間の国葬が行われた後、7月30日に遺体は故郷へ移送され両親の墓所の隣に葬られた。サラザールの死後、カエターノ首相は漸進的な改革を進めつつも、エスタド・ノヴォ体制とアフリカでの植民地戦争を継続する方針は変わらなかった。しかし、ポルトガル軍の大尉達が次第に体制への不満を募らせた結果、1974年4月25日のカーネーション革命により打倒された。

## 人物
サラザールの私生活は謎に包まれていた。孤独を好み素性の知れぬ2人の少女と暮らし、フランスの女性ジャーナリストが愛人だったという噂もある。一生独身であったサラザールは、自分の謹厳なイメージを国民にアピールしたが、実際は若い頃から数人の女性と交際してきた。このような交際は間もなく途絶え、まともな家庭を築くこともなかった。
1951年、サラザールを取材するためにポルトガルを訪れたフランス人女性ジャーナリストのクリスティーヌ・ガルニエはサラザールの晩年まで頻繁に会い、家政婦のドナ・マリアと共に彼の私生活に親密な影響を及ぼした。サラザールはガルニエの率直さと熱情に魅了されたように見えており、彼女を故郷の別荘に招待した。この時の経験をもとにガルニエが書籍を出版すると、サラザールはフランス駐在大使にお金を送って適当な宝石を購入し、自分の代わりに彼女に贈り物することを頼みながら「お金は私にとって全く仕方が無いから、費用について心配する必要はない」と話したという。

## 評価
第二次世界大戦中、在ポルトガル日本公使を務めた森島守人は、戦後まもなくに出した回想記で「日本とのあいだに、国交を最後まで保持し得たのも、要するにサラザールの聰明な見識と政治力との結果であったが、いまでも、その冷静な態度、透徹した理論と判断力、洗煉された表現とをもって、機微な日葡関係に處したサラザール首相の面影は私の眼の前に彷彿としている。私はポルトガル当時を思い出すごとに、わが国にもこんな政治家が一人でもいたら、日本は現在のような悲運に遭遇せず、異なったコースをとっていたのではなかろうかとの感を深くせざるを得ない」とサラザールの人物像について絶賛している。
イギリスのサミュエル・ホーアは、大戦中にイベリア半島が中立を維持できた背景にサラザールが重要な役割を果たしたことに注目し、彼を尊敬した。30年間の政治経歴を通じてヨーロッパの主要政治家たちに会う機会があったホーアは、その中でもサラザールを高く評価した。ホーアにとってサラザールは「聖職者として確固たる信念の隠遁者であり、学識も豊かな印象的な思想家」だった。禁欲的なサラザールは自分の祖国に奉仕することに専念し、ヨーロッパに関する百科事典的な膨大な知識を持っていた。また、誇示欲や贅沢、私益には無心だった。ホーアは、サラザールが「祖国の利益という一つの考えだけを持った人物」として公職生活の全体を捧げて成就した国家の再建を危うくしたくなかったと賞賛した。
大戦中にスペイン外相を務めたフランコの義弟のラモン・セラーノ・スニェルも、サラザールについて「ヨーロッパの端には、我々の時代の最も洗練された政治家の一人が持つ精力と才能が静かに配置されている。彼は教授の厳格さと神秘主義者の情熱を兼ね備えた驚くべき人物だ。彼と近くにいるとき、人々は極に個人的に皮肉な特性と人間的な同情心が混合され、大変な道徳的価値を備えていたが、恥ずかしがる人間の典型を発見することができる。」と感想を残した。

## その他
後年のフィクション作品、ハリー・ポッターシリーズの登場人物「サラザール・スリザリン」のモデルがサラザールであると、原作者のJ・K・ローリングは語っている。

## 脚註